# Sabine Gless
Sabine Gless (auch Gleß) (* 1966) ist eine deutsch-schweizerische Juristin.

## Leben
Gless legte ihr erstes juristisches Staatsexamen 1991 in Düsseldorf ab. Sie promovierte 1997 an der Universität Bonn und legte im selben Jahr das Zweite Juristische Staatsexamen ab. Seit 2005 ist sie Inhaberin des Lehrstuhls für Strafrecht und Strafprozessrecht an der Universität Basel.

## Berufliche Tätigkeit
Gless lehrt und publiziert in ihren Forschungsschwerpunkten: Strafverfahrensrecht, Internationales Strafrecht sowie Digitalisierung und Strafverfolgung auf nationaler und internationaler Ebene.
2016 und 2020 wurde sie als Mitglied des Fachkollegiums Rechtswissenschaften der Deutschen Forschungsgemeinschaft gewählt. Sie war Mitglied des Forschungsrates des Schweizerischen Nationalfonds zur Förderung der wissenschaftlichen Forschung und war Teil des Ambizione Evaluationskommittees. Von 2013 bis 2021 war sie Mitglied des Kuratoriums des Fonds zur Förderung von Lehre und Forschung der Freiwilligen Akademischen Gesellschaft an der Universität Basel.
Seit 2018 arbeitet Gless mit der Working Group of Experts on Artificial Intelligence and Criminal Law und dem European Committee on Crime Problems (CDPC) des Europarates an einem gesetzlichen Instrument über die strafrechtliche Verantwortung beim Einsatz von KI-Systemen.
Gless ist Mitglied von Redaktionen und Fachbeirat verschiedener Fachzeitschriften. Sie ist Redaktorin der Schweizerischen Zeitschrift für Strafrecht, die 1888 von Carl Stooss begründet wurde.
Sie ist Mitglied im Beirat des Weizenbaum-Institut.

## Schriften (Auswahl)
- Die Reglementierung von Prostitution in Deutschland. Berlin 1999, ISBN 3-428-09466-2.
- Beweisrechtsgrundsätze einer grenzüberschreitenden Strafverfolgung. Baden-Baden 2006, ISBN 3-8329-2097-8.
- Internationales Strafrecht. Grundriss für Studium und Praxis. Basel 2015, ISBN 3-7190-3600-6.
- Gless, Sabine/Richter, Thomas, Do Exclusionary Rules Ensure a Fair Trial? A Comparative Perspective on Evidentiary Rules. Springer Open 2019[9]
- Gless, Sabine/Seelmann, Kurt (Hrsg.), Intelligente Agenten und das Recht. Baden-Baden 2016 (Robotik und Recht), ISBN 3-8452-8006-9
- Gless, Sabine/Silverman, Emily/Weigend, Thomas, If Robots cause Harm, Who is to Blame?, Self-driving Cars and Criminal Liability. New Criminal Law Review 19 (2016), 3, 412-436[10]
- Predictive Policing - In Defense of "True Positives", in: Bayamlıoğlu, Emre/Baraliuc, Irina/Janssens, Liisa/Hildebrandt, Mireille (Hrsg.), BEING PROFILED:COGITAS ERGO SUM. 10 Years of Profiling the European Citizen. Amsterdam University Press 2018, 76-83
- Gless, Sabine, AI in the Courtroom: A Comparative Analysis of Machine Evidence in Criminal Trials, GJIL, vol. 51 (2020), 195-253[11]
- Gless, Sabine/Zeitler Helge, Interpol - The International Criminal Police Organization, in: Geiss, Robin/Melzer, Nils (eds.), The Oxford Handbook of the International Law of Global Security, Oxford University Press, Oxford 2021, 999-1020